# Shriek
Shriek est une super-vilaine créée par Marvel Comics. Elle est apparue pour la première fois dans Spider-Man Unlimited #1, en 1993.
C'est un des personnages principaux du cross-over Maximum Carnage.

## Origine
On ne connait pas la véritable identité de Shriek. Elle répondit aux noms de Sandra Deel et de Frances Louise Barrison, qui semble être son nom réel.
Durant son enfance, elle fut maltraitée par sa mère pour son obésité, l'attirant dans le monde des drogues, puis sur la fixation de devenir elle-même mère. Elle devint narco-trafiquante et sombra dans la folie, après avoir reçu une balle dans la tête et traversé la Dimension Noire de la Cape. Ses pouvoirs seraient apparus à la sortie de cette dimension, mais elle pourrait être une mutante latente.
Elle s'échappa de l'asile Ravencroft, en compagnie de Carnage et le duo commença une longue série de meurtres, attirant dans leur sillage d'autres super-criminels (Carrion, Doppelganger et le Bouffon Noir). Leur relation était un peu celle d'une famille, Shriek et Carnage étant les parents. Shriek utilisa ses pouvoirs pour plonger New-York dans le chaos.
La bande affronta Spider-Man et d'autres héros, mais sombra vite dans l'auto-destruction. Quand Carnage tua Doppelganger, il abandonna sa "famille".
Shriek fut alors capturée et de nouveau placée en asile. Après une première tentative de fuite, elle réussit à s'échapper et vécut avec Carrion, se faisant contaminer par son virus au passage. Malade, elle retourna à l'asile pour recevoir des soins, et finit de nouveau internée.
Lors de l’événement Absolute Carnage (en), Carnage et ses disciples prennent d’assaut l’asile de Ravencroft à la recherche de tous les précédents porteurs de symbiotes. Shriek étant dans ce cas, elle accepte de sacrifier sa vie pour que son amant récupère sa part du « Codex » qui permettrait de réveiller le dieu Knull (en). Carnage la ressuscite peu de temps après sous la forme démoniaque de Demagoblin. 
Elle va alors combattre Misty Knight puis le groupe venu la secourir : Iron Fist ,  La Cape et l'Épée, Morbius , Firestar et Deathlock.

## Pouvoirs
- Shriek peut manipuler le son et désorienter ses adversaires, ou les mettre dans un état d'agressivité, de peur ou de désespoir.
- Elle peut concentrer les ondes sonores et les déchaîner sous la forme de rafales de force.
- Elle possède aussi un pouvoir modérée de lévitation, qui lui permet de se déplacer en volant.
- Shriek a un don psionique pour découvrir la psyché d'autrui et mieux connaître les émotions pour manipuler ses ennemis.

## Apparition dans d'autres médias

### Jeux vidéo
- Shriek est un boss dans le jeu vidéo Spider-Man and Venom: Maximum Carnage.
- Shriek est un boss dans le jeu vidéo Spider-Man: Mysterio's Menace.
- Shriek est un boss dans le jeu vidéo Spider-Man 3.

### Film
- Shriek apparaît aussi en tant qu'antagoniste dans le film Venom: Let There Be Carnage aux côtés de Carnage / Kletus Kasady. Elle est interprétée par Naomie Harris.